# Batalha de Épehy
A Batalha de Épehy foi travada durante a Primeira Guerra Mundial em 18 de setembro de 1918, envolvendo o Quarto Exército Britânico sob o comando do General Henry Rawlinson contra posições avançadas alemãs em frente à Linha Hindenburg. A vila de Épehy foi capturada em 18 de setembro pela 12ª Divisão (Oriental).

## Prelúdio
O Marechal-de-campo Sir Douglas Haig, Comandante-em-chefe (C-em-C) da Força Expedicionária Britânica (FEB) na Frente Ocidental, não estava ansioso para realizar quaisquer ofensivas, até o assalto à Linha Hindenburg, influenciado pelas crescentes baixas britânicas de batalhas anteriores naquele ano, mais de 600 000 baixas desde março, 180 000 delas nas últimas seis semanas. Rawlinson foi mantido sob controle e aconselhado por Haig a garantir que seus homens estivessem bem descansados para o eventual ataque à Linha. Quando chegaram notícias da vitória do Terceiro Exército Britânico na Batalha de Havrincourt, Haig mudou de ideia. No dia seguinte ao sucesso em Havrincourt, 13 de setembro, Haig aprovou o plano de Rawlinson para limpar as posições avançadas alemãs no terreno elevado antes da Linha Hindenburg e os preparativos começaram.

## Batalha
Muito poucos tanques puderam ser fornecidos para o ataque, então um barragem de artilharia teria que ser utilizado para preparar o caminho. Mas no interesse da surpresa, eles não poderiam fornecer um bombardeio preliminar. Os 1 488 canhões disparariam tiros de concentração na hora zero e apoiariam a infantaria com uma barragem rastejante; 300 metralhadoras também foram disponibilizadas. Todos os três corpos do Quarto Exército deviam participar, com o V Corpo do Terceiro Exército em seu flanco esquerdo e à sua direita o Primeiro Exército Francês (sob Marie Eugène Debeney). O objetivo consistia em uma zona fortificada com aproximadamente 3 milhas de profundidade e 20 milhas de comprimento, apoiada por trincheiras subsidiárias e pontos fortes. O 2º Exército alemão e o 18º Exército defendiam a área.
Em 18 de setembro às 5h20, o ataque começou e as tropas avançaram. A prometida assistência francesa não chegou, resultando em sucesso limitado para o IX Corpo naquele flanco. No flanco esquerdo, o III Corpo também encontrou dificuldades ao atacar as fortificações erguidas em "the Knoll", Quennemont e nas fazendas Guillemont, que foram mantidas com determinação pelas tropas alemãs, a vila foi no entanto capturada pela 12ª Divisão Oriental Britânica (7º Norfolk, 9º Essex e 1º Cambridge). No centro, as duas divisões australianas do General John Monash alcançaram sucesso completo e dramático. A 1ª Divisão Australiana e a 4ª Divisão Australiana, tinham uma força de cerca de 6 800 homens e no decorrer do dia capturaram 4 243 prisioneiros, 76 canhões, 300 metralhadoras e 30 morteiros de trincheira. Eles tomaram todos os seus objetivos e avançaram a uma distância de cerca de 3 milhas numa frente de 4 milhas. As baixas australianas foram de 1 260 oficiais e homens (265 mortos, 1 057 feridos, 2 capturados). O ataque terminou como uma vitória dos Aliados, com 11 750 prisioneiros e 100 canhões capturados.
Contudo, durante a batalha, todos exceto um membro da Companhia "D" do 1º Batalhão Australiano se recusaram a participar de um ataque para ajudar uma unidade britânica vizinha. O protesto foi contra o batalhão ser enviado de volta ao combate quando estava prestes a ser substituído. Em 21 de setembro, 119 membros da companhia foram subsequentemente presos por deserção; este foi o maior incidente de "recusa de combate" da FIA durante a guerra e fez parte de um enfraquecimento geral na disciplina da força devido aos estresses do combate prolongado. As acusações de deserção face ao inimigo (um crime que poderia significar execução por fuzilamento na Primeira Guerra Mundial) foram reduzidas ao crime menor de estar ausente sem licença. Todos menos um soldado tiveram suas acusações retiradas após o armistício em novembro.

## Consequências
Embora Épehy não tenha sido um sucesso massivo, sinalizou uma mensagem inequívoca de que os alemães estavam enfraquecendo e encorajou os Aliados a tomar mais ações com a Batalha do Canal de St. Quentin, antes que os alemães pudessem consolidar suas posições. O fracasso do III Corpo em tomar seu último objetivo – as vilas avançadas, significaria que as forças americanas enfrentariam uma tarefa difícil devido a um ataque apressado antes da batalha.
O Cemitério do Vale Deelish mantém os túmulos de cerca de 158 soldados da 12ª Divisão (Oriental) que morreram durante esta batalha. O cemitério próximo de Épehy Wood Farm Cemetery também mantém os túmulos de homens que morreram nesta batalha e nas batalhas anteriores ao redor desta área.